# Lijn van opvolging voor het presidentschap van de Verenigde Staten
De lijn van opvolging voor het presidentschap van de Verenigde Staten bepaalt wie bij het overlijden of aftreden van de president van de Verenigde Staten de volgende president wordt. In principe gaat het presidentschap bij het overlijden of aftreden van de president altijd naar de vicepresident van de Verenigde Staten. Het is nog nooit voorgekomen dat iemand anders dan de vicepresident het presidentschap heeft overgenomen na het overlijden of aftreden van de president.

## Huidige lijn van opvolging voor het presidentschap
| Nr. | Functie | Functie                                                  | Ambtsbekleder         | Ambtsbekleder                | Partij |
| --- | ------- | -------------------------------------------------------- | --------------------- | ---------------------------- | ------ |
| 1   |         | Vicepresident van de Verenigde Staten                    | J.D. Vance            | J.D. Vance (1984)            | R      |
| 2   |         | Voorzitter van het Huis van Afgevaardigden               | Mike Johnson          | Mike Johnson (1972)          | R      |
| 3   |         | President pro tempore van de Senaat                      | Chuck Grassley        | Chuck Grassley (1933)        | R      |
| 4   |         | Minister van Buitenlandse Zaken                          | Marco Rubio           | Marco Rubio (1971)           | R      |
| 5   |         | Minister van Financiën                                   | Scott Bessent         | Scott Bessent (1962)         | R      |
| 6   |         | Minister van Defensie                                    | Pete Hegseth          | Pete Hegseth (1980)          | R      |
| 7   |         | Minister van Justitie                                    | Pam Bondi             | Pam Bondi (1965)             | R      |
| 8   |         | Minister van Binnenlandse Zaken                          | Doug Burgum           | Doug Burgum (1956)           | R      |
| 9   |         | Minister van Landbouw                                    | Brooke Rollins        | Brooke Rollins (1972)        | R      |
| 10  |         | Minister van Economische Zaken                           | Howard Lutnick        | Howard Lutnick (1961)        | R      |
| 11  |         | Minister van Arbeid                                      | Lori Chavez-DeRemer   | Lori Chavez- DeRemer (1968)  | R      |
| 12  |         | Minister van Volksgezondheid en Sociale Zaken            | Robert F. Kennedy jr. | Robert F. Kennedy jr. (1954) | O      |
| 13  |         | Minister van Volkshuisvesting en Stedelijke Ontwikkeling | Scott Turner          | Scott Turner (1972)          | R      |
| 14  |         | Minister van Transport                                   | Sean Duffy            | Sean Duffy (1971)            | R      |
| 15  |         | Minister van Energie                                     | Chris Wright          | Chris Wright (1965)          | R      |
| 16  |         | Minister van Onderwijs                                   | Linda McMahon         | Linda McMahon (1948)         | R      |
| 17  |         | Minister van Veteranenzaken                              | Doug Collins          | Doug Collins (1966)          | R      |
| 18  |         | Minister van Binnenlandse Veiligheid                     | Kristi Noem           | Kristi Noem (1971)           | R      |

## Opvolgers
Negen vicepresidenten hebben het presidentschap overgenomen na het overlijden of aftreden van de zittende president:
- John Tyler werd president op 4 april 1841 nadat William Henry Harrison een maand na het begin van zijn ambtsperiode overleed.
- Millard Fillmore werd president op 9 juli 1850 nadat Zachary Taylor tijdens zijn ambtsperiode overleed.
- Andrew Johnson werd president op 15 april 1865 nadat Abraham Lincoln overleed toen hij één dag daarvoor dodelijk gewond was geraakt na een moordaanslag.
- Chester Arthur werd president op 19 september 1881 nadat James Garfield overleed toen hij op 2 juli 1881 levensgevaarlijk gewond was geraakt door een moordaanslag.
- Theodore Roosevelt werd president op 14 september 1901 nadat William McKinley overleed toen hij op 6 september 1901 dodelijk gewond was geraakt na een moordaanslag.
- Calvin Coolidge werd president op 2 augustus 1923 nadat Warren Harding overleed aan de gevolgen van een beroerte of hartaanval.
- Harry S. Truman werd president op 12 april 1945 nadat Franklin Delano Roosevelt overleed aan de gevolgen van een beroerte.
- Lyndon B. Johnson werd president op 22 november 1963 nadat John F. Kennedy overleed na een moordaanslag.
- Gerald Ford werd president op 9 augustus 1974 nadat Richard Nixon aftrad nadat zijn positie onhoudbaar was geworden door het Watergateschandaal.